# TV 1864 Altötting
Der TV Altötting 1864 e. V. ist ein deutscher Breitensportverein aus der Wallfahrtsstadt Altötting und mit über 3200 Mitgliedern, die in 16 Abteilungen/Sportarten organisiert sind, der größte Verein der Kreisstadt und nach dem Wacker Burghausen der zweitgrößte des Landkreises. Die Vereinsfarben sind Weiß-Rot. Die Abteilungen bieten unter anderem die Sportarten Badminton, Behindertensport, Kick-/Boxen, Fitness, Fußball, Handball, Herzsport, Judo, Leichtathletik, Schach, Schwimmen, Ski/Rad, Taekwondo/Ju Jutsu, Tennis, Tischtennis, Turnen und Volleyball. Darüber hinaus gibt es spezielle Kurse und Angebote, wie den REHA-Sport oder die Kindersportschule KISS.
Seit den 1950er Jahren, in denen der Altöttinger Geschäftsmann Ludwig Kellerer ein Fußballstadion an der Burghauser Straße errichten ließ, verfügt der TVA im Bereich zwischen der Herzog-Ludwig-Realschule und der Spedition Hinterberger über ein großflächiges Sportgelände. Seit der Renovierung der Sportanlage aus Mitteln des Vereins, der Stadt und des Landkreises im Jahr 1989, bei der unter anderem die vormalige Aschenbahn in eine moderne Tartananlage mit 6 Bahnen umgewandelt wurde, ist es gleichzeitig die Kreissportanlage. Das Stadion wurde dem Erbauer Ludwig Kellerer gewidmet.
Neben sechs Tennis-Sandplätzen, einem Multifunktionsplatz, drei vollwertigen Fußballfeldern, von denen der Hauptplatz und ein Nebenplatz über Flutlichtanlagen verfügen, befinden sich dort auch zwei Beach-Volleyballplätze.

## Gründung
Der TV Altötting ist nicht nur einer der größten, sondern auch der älteste Verein der Kreisstadt Altötting. Älter ist nur der TV Neuötting, der sich seit 1933 TSV 1852 Neuötting nennt. Gegründet wurde dieser allerdings erst 1864. Der TV Altötting wiederum wurde offiziell sogar erst am 15. Juli 1865 durch Genehmigung des Königlichen Bezirksamtes gegründet, führt aber das 1864 in der Vereinsbezeichnung, weil die Sportbegeisterten sich schon seit diesem Jahr im „Seidel’schen Turngarten“, einem privaten Anwesen des Buchbinders Seidl in der Kapuzinerstraße in Altötting regelmäßig trafen. Dabei handelte es sich zunächst auch nur um Männer, die sich im Sinne des „Turnvaters“ Friedrich Ludwig Jahn (1778–1852) nach dem Motto „Frisch-Fromm-Fröhlich-Frei“ gemeinsam körperlich ertüchtigten. 14 Gründungsmitglieder sind in der ersten Vereinschronik genannt, andere Quellen sprechen von sechs Mitgliedern zur Gründung. Die erste Frauenriege wurde erst vergleichsweise spät, im Jahr 1923 im Verein etabliert.

## Geschichte
Ab dem Gründungsdatum trat man dann öffentlich auf und trainierte auf dem neuen Sommerturnplatz beim Gasthof Pallauf in der Mühldorfer Straße in Altötting. 1866 war ein zentrales Jahr für den Verein und Altötting, denn der Verein wurde in den Deutschen Turner-Bund aufgenommen, die erste Vereinsfahne wurde am 16. September feierlich geweiht und die Freiwillige Altöttinger Feuerwehr wurde auf Betreiben und von Mitgliedern des Turnvereins gegründet. Nach etwa fünf Jahren, in denen es Bälle und (Sport)Veranstaltungen gab, sowie regelmäßig trainiert wurde, ebbte die anfängliche Begeisterung auch wieder ab. Daher kam es 1874 zur Reorganisation des Vereins und ein Reck wurde gekauft. Von da an ging es stetig aufwärts, wobei der Sport damals keineswegs von der Masse der Bevölkerung ausgeübt wurde; so hatte der Verein auch 1913 erst 100 Mitglieder. Als Sportarten wurden zunächst Turnen und Leichtathletik sowie ab 1913 auch Faustball ausgeübt. Ab 1919 integrierte man auch eine Fußballabteilung in den Verein, obwohl das von einigen Vereinsmitgliedern kritisch beäugt wurde. Der FC Ötting war 1912 von Spielern aus Alt- und Neuötting zunächst eigenständig gegründet worden. Ab 1920 wurden dann auch andere Sportarten gepflegt, wie Fechten, Handball und Tischtennis, die sich aber erst nach 1945 als eigene Abteilungen konstituierten.
Die über 150 Jahre währende Geschichte des TV 1864 Altötting wurde im Jubiläumsjahr 2014 umfassend in einer Chronik durch Christine Meinecke und Jörg Zellner sowie den Vereinsvorstand und Zweiten Bürgermeister von Altötting, Wolfgang Sellner, aufbereitet. Der Deutsche Turner-Bund zeichnete das 215 Seiten umfassende Buch als die beste Vereinsfestschrift der Jahre 14/15 aus.
Seit etwa 10 Jahren gibt es Planungen zum Neubau des Vereinsheims. Diese mussten mehrfach überarbeitet und an neue gesetzliche Vorschriften angepasst werden. Mit dem Bau des „Hauses des Sports“ soll nun 2017 begonnen werden.

## Sportliche Erfolge
Besondere sportliche Erfolge erzielten immer wieder einzelne Abteilungen. Lange Zeit wurde aber der Sport nicht als Wettkampf betrieben. Die Turner nahmen jedoch in vielen Jahren an Schauturnen bei benachbarten Vereinen, beispielsweise in Mühldorf, und an den Deutschen Turnfesten in Nürnberg(1903) in Frankfurt(1908) oder Leipzig(1913) teil. Auch in Altötting selbst wurden solche Turnfeste abgehalten, wie das Zwischen-Gau-Turnfest im Jahr 1900. Den ersten „Stafettenlauf Alt-Neuötting“ im Jahr 1919 konnte der TVA für sich entscheiden. 1928 wurden die Faustballer Oberbayerischer Meister. In der Saison 1957/58 erreichte die Fußballabteilung mit der 2. Amateurliga ihre bisher höchste Spielklasse, die sie zwei Jahre halten konnte. Die 1967 vergleichsweise früh gegründete Damen-Fußballabteilung konnte lange Jahre sehr erfolgreich in hohen Ligen spielen, in den vergangenen fünf Jahren ist man allerdings mehrfach bis zur Bezirksliga (aktuell, 2019/20) abgestiegen. Sowohl die Handballabteilung, wie auch die Volleyballer sind mit einigen Mannschaften ebenfalls in den jeweiligen Bezirksligen vertreten(Stand: 11/2017). Den größten Erfolg der Handballabteilung erreichte die 1. Herrenmannschaft 2020 mit dem Gewinn der Bezirksoberliga–Meisterschaft (Altbayern) und den damit verbundenen Aufstieg in die fünftklassige „Handball-Landesliga Bayern“.
Große Erfolge feiert auch immer wieder die Kampfsportabteilung, die erst 1979 gegründet wurde: im Gründungsjahr der Abteilung gewann der Karateka Wolfgang Herkenroth die vom D.V.W.S (Deutscher Verband für waffenlose Selbstverteidigung) ausgerichtete Europameisterschaft in der noch jungen Sportart Kickboxen in Antwerpen ohne Niederlage; eine Anerkennung durch den Weltverband WAKO blieb allerdings aus. Nach dem Beitritt in den Weltverband dauerte es einige Jahre, doch 1993 wurden Nazif Ünlü und Udo Irsigler Europameister im Jugendbereich. Beim Boxen sind die Erfolge noch beeindruckender: 2007 wurde Katharina Jesaulow Deutsche Meisterin im Jugendboxen. Lina Maier erkämpfte sich diesen Titel 2010, wurde in dem Jahr auch Vizeeuropameisterin und Dritte bei den Weltmeisterschaften. Max Maier gewann 2011 die Deutsche Kickbox-Meisterschaft im Vollkontakt Herren bis 81 kg, wie auch 2015 die Deutsche Boxmeisterschaft(U19, Halbschwergewicht) in Hamburg. Einer der erfolgreichsten deutschen Bobpiloten, Christoph Langen, begann seine sportliche Karriere als Leichtathlet beim TVA, war unter anderem bayerischer Meister im Hochsprung und Zehnkämpfer mit guter Perspektive.